# Метју Динам
Метју Динам (енгл. Matthew Dinham; 9. април 2000) аустралијски је професионални бициклиста који тренутно вози за UCI ворлд тур тим — Пикник постнл.
Рођен је у Јужноамеричкој Републици, гдје је почео да вози бицикл са четири године, а када је имао 11 година породица се преселила у Аустралију. У дјетињству је играо и крикет и рагби, али је одлучио да се посвети бициклизму. Такмичио се у разним дисциплинама брдског бициклизма, као и у друмском бициклизму. Године 2017. добио је аустралијско држављанство и возио је за локалне тимове. Године 2022. освојио је првенство Аустралије у брдском бициклизму и Морене класик у друмском.
Године 2023. прешао је у тим ДСМ—фирмениш, са којим је возио своју прву, гранд тур трку — Тур де Франс, који је завршио на 58 мјесту у генералном пласману и на деветом мјесту у класификацији за најбољег младог возача.